# Бахубали: Рождение легенды
«Бахубали: Рождение легенды» (телугу బాహుబలి 2: ది కన్ క్లూజన్, там. பாகுபலி 2, англ. Baahubali 2: The Conclusion) — индийский фэнтезийный фильм режиссёра Раджамаули, снятый одновременно в двух версиях на телугу и тамильском языке, и вышедший в прокат 28 апреля 2017 года. Вторая часть дилогии, начатой фильмом «Бахубали: Начало» и третий индийский фильм в формате IMAX. Главные роли исполнили Прабхас, Анушка Шетти, Таманна и Рана Даггубати.
Фильм собрал в мировом прокате 1810 крор (18,1 млрд рупий) при бюджете в 250 крор (2,5 млрд рупий) и стал самым кассовым фильмом в истории индийского проката. Был фильмом открытия на 39-м Московском международном кинофестивале. В российский прокат вышел 11 января 2018 года под названием «Бахубали: Рождение легенды» с дубляжом.

## Сюжет
После того как королева Шивагами решила назначить Бахубали наследником трона Махишмати, она отправила его объехать их королевство, пообещав к возвращению найти ему невесту. Путешествуя, Бахубали и Каттаппа столкнулись с кортежем принцессы Девасены. В этот момент на кортеж напали разбойники, которым люди Девасены с нею во главе дали решительный отпор. Бахубали был поражён не только красотой принцессы, но и её воинскими умениями, и влюбился в неё. Поскольку Девасена не видела, как сражались Каттаппа и Бахубали, она решила, что они прятались за чужими спинами — как её кузен Кумара Варма. Находчивый Каттаппа представил ей Бахубали как своего недалёкого племянника, которого выгнала из дома родня, и тогда принцесса взяла их с собой, чтобы сделать из того настоящего воина.
По прибытии в их родное королевство Кунтала, за обучение Бахубали взялся Кумара Варма, но тот усиленно стоил из себя труса и неумеху, все свои случайные успехи приписывая учителю. Однако Девасена начала подозревать, что он только притворяется. Тем временем Бхаллаладева, который не смог смириться с тем, что мать пообещала трон не ему, а сводному брату, от своих шпионов узнал, что Бахубали задержался в Кунтале, влюбившись в местную принцессу. Увидев её портрет, Бхалла решил отобрать её у брата и попросил мать посватать за него Девасену. Королева пообещала сыну, что та непременно станет его женой и послала сватов к принцессе с богатыми дарами. Однако та отвергла предложение в оскорбительной форме, что разозлило Шивагами, а Бхаллаладева подсказал ей приказать Бахубали взять Девасену в плен и привезти в Махишмати.
В это время под покровом ночи на Кунтала напала многочисленная банда разбойников, что заставило Бахубали раскрыть себя как умелого воина. В пылу битвы он отдал свой кинжал Кумара Варме и тот сразился с преобладающими силами противника. Благодаря смекалке Бахубали с разбойниками было покончено, и он признался, что весь обман был затеян из-за того, что ему понравилась Девасена. Однако в этот момент сокол принёс принцу приказ от королевы Шивагами. Каттаппа и Бахубали, решившие, поскольку имя жениха ни разу не называлось, что принцессу сватали за последнего, уговорили Девасену поехать с ними в Махишмати, пообещав, что не позволят, чтобы с ней что-либо случилось.
Когда Девасена предстала перед Шивагами, то выяснилось, что сватали её за Бхаллаладеву. Однако следуя своему обещанию, Бахубали не позволил принудить её к браку. В отместку за то, что он пошёл против неё, Шивагами поменяла своё решение и назначила наследником родного сына. Однако даже коронация не успокоила Бхаллаладеву, поскольку почести, оказанные народом Бахубали, занявшему пост главнокомандующего, оказались больше чем королю. После того, как Бахубали и Девасена поженились и приготовились стать родителями, король освободил брата от поста главнокомандующего, отдав его одному из своих приспешников. Рассерженная Девасена при всех потребовала от мужа стать правителем Махишмати.
Новый главнокомандующий, пользуясь своим положением, стал приставать к посещавшим богослужения женщинам, среди которых была и Девасена. Не собираясь терпеть такое обращение, она выхватила у него кинжал и, прежде чем он успел ей что-либо сделать, отсекла ему пальцы. За это Девасене пришлось предстать перед судом, однако прибывший на разбирательство Бахубали сразу же поверил своей жене и отрубил её обидчику голову, за что оба супруга были изгнаны из дворца и поселились среди обычных людей.
Однако видя, что и это их не сломило, Бхаллаладева решил пойти дальше. С помощью отца он убедил Кумара Варму устроить на себя покушение, а когда тот пробрался в королевские покои, убил его и выставил перед матерью всё так, будто это Бахубали подослал своего человека убить брата. Шивагами поверила, но, опасаясь бунта, не решилась публично казнить приёмного сына. Убить Бахубали поручили Каттаппе, который поклялся служить правителям Махишмати и не смог ослушаться приказа. Лишь выполнив его, он узнал, что всё это было подстроено Бхаллаладевой, и рассказал обо всём королеве. Осознав свою ошибку, та попросила прощения у Девасены и объявила её сына, родившегося в ту же ночь, наследником трона Махишмати, а Бхаллаладеву пообещала предать суду. Но тот был наготове и приказал страже убить Шивагами и младенца. И хотя с помощью Каттаппы ей удалось сбежать, стрела Бхаллаладевы настигла её на переправе, и, раненая, она свалилась в реку вместе с ребёнком.
Сюжет возвращается к событиям первой части.
Шивуду, сын Бахубали с поддержкой Каттаппы, своей матери Девасены и народа, который пошёл за ним, направляется с войной на Махишмати. Во время боя Бхаллаладева берёт Девасену в плен и скрывается за стенами города, закрыв за собой ворота. Однако Шивуду придумывает способ прорваться в замок, опускает ворота, и бой развязывается снова. Он освобождает мать от оков и оправляет её обойти три круга вокруг храма, пообещав к её возвращению поставить Бхалу на колени и сжечь на костре, который она приготовила. Попытки помешать Девасене, предпринятые сторонниками короля, проваливаются. Шивуду с Бхаллаладевой сражаются и сын Бахубали побеждает, исполнив своё обещание. Девасена становится королевой-матерью, а Шивуду — правителем.

## В ролях
- Прабхас — Амарендра Бахубали / Махендра Бахубали (Шивуду)
- Анушка Шетти — принцесса Девасена
- Рана Даггубати — Бхаллаладева
- Сатьярадж — Каттаппа, телохранитель королевской семьи
- Рамья Кришнан[англ.] — королева Шивагами
- Нассер[англ.] — Бидджаладева
- Суббураджу[англ.] — Кумара Варма, троюродный брат Девасены
- Балиредди Прутхвирадж[англ.] — премьер-министр королевства Кунтала
- Мека Рамакришна[англ.] — Джая Варма, король Кунталы и лидер мятежников
- Рохини[англ.] — Санга, приёмная мать Шивуду
- Таманна — Авантика

## Производство
Вторая часть фильма сохранила актёрский состав из первой части, который включал Прабхаса, Анушку Шетти, Таманну Бхатия, Рану Даггубати, Рамью Кришнан, повторивших свои роли.
К ним также присоединился актёр Суббураджу, чей герой был заявлен одним из главных антагонистов, а также как участник нескольких юмористических эпизодов.
Специалиста по визуальным эффектам Шриниваса Мохана, у которого уже был подписан контракт на работу в новом фильме Раджниканта в период съёмок «Бахубали 2», сменил Камал Каннан.
Почти 40 % материала для второй части было снято во время работы над первой. После выхода «Бахубали: Начало» в июле 2015 года съёмочная группа взяла перерыв на несколько недель, чтобы вернуться к съёмкам в сентябре.
По сообщениям режиссёр С. С. Раджамаули снял четыре концовки и до последнего не мог решить, какую оставить в фильме.
13 июня 2016 года актёры приступили к работе над кульминацией, что должно было занять десять недель. Примерная стоимость этой части фильма составляла 30 крор (300 млн рупий). На киностудии Рамоджи были установлены декорации, разработанные специально для фильма художником-постановщиком Сабу Сирилом. Сцены военных битв были поставлены экспертами, известными своей работой в голливудских фильмах: постановщиком боевых сцен Ли Уиттакером (англ. Lee Whittaker, работавший над трюками в фильмах «Перл Харбор» и «Форсаж 5») в сотрудничестве с Брэдом Алланом и его командой, Ларнеллом Стоваллом (англ. Larnell Stovall; «Голодные игры») и Морном ван Тондером (англ. Morne Van Tonder; «Хоббит»).
После того, как кульминационные эпизоды были отсняты в конце августа, съёмочная команда вновь взяла перерыв на неделю, планируя после него заняться работой над музыкально-танцевальными вставками и окончательным монтажом.
Хотя фильм Раджамаули не был снят на IMAX-камере, его цифровая версия была переделана в формат IMAX с использованием их патентованной технологии. При этом «Бахубали» стал только третьим индийским фильмом, выпущенным в данном формате.

## Саундтрек
| №                   | Название              | Текст песни                       | Исполнители                           | Длительность |
| ------------------- | --------------------- | --------------------------------- | ------------------------------------- | ------------ |
| 1.                  | «Saahore Baahubali»   | К. Шивашакти Датта, К. Рамакришна | Далер Мехенди, М. М. Киравани, Мунима | 3:29         |
| 2.                  | «Hamsa Naava»         | Чайтанья Прасад                   | Сони, Дипу                            | 3:27         |
| 3.                  | «Kannaa Nidurinchara» | М. М. Киравани                    | Т. Шринидхи, В. Шрисоумия             | 4:56         |
| 4.                  | «Dandaalayyaa»        | М. М. Киравани                    | Кала Бхайрава                         | 3:31         |
| 5.                  | «Oka Praanam»         | М. М. Киравани                    | Кала Бхайрава                         | 2:56         |
| Общая длительность: | Общая длительность:   | Общая длительность:               | Общая длительность:                   | 18:19        |

Все тексты написаны Мадханом Карки.
| №                   | Название               | Исполнители                           | Длительность |
| ------------------- | ---------------------- | ------------------------------------- | ------------ |
| 1.                  | «Bale Bale Bale»       | Далер Мехенди, М. М. Киравани, Мунима | 3:29         |
| 2.                  | «Orey Oar Ooril»       | Мохана, Дипу                          | 3:27         |
| 3.                  | «Kanna Nee Thoongadaa» | Наяна Наир                            | 4:56         |
| 4.                  | «Vandhaai Ayya»        | Кала Бхайрава                         | 3:31         |
| 5.                  | «Oru Yaagam»           | Кала Бхайрава                         | 2:56         |
| Общая длительность: | Общая длительность:    | Общая длительность:                   | 18:19        |

## Критика
| Рейтинги          | Рейтинги                                                                           |
| Издание           | Оценка                                                                             |
| ----------------- | ---------------------------------------------------------------------------------- |
| Bollywood Hungama | 4,5 из 5 звёзд · 4,5 из 5 звёзд · 4,5 из 5 звёзд · 4,5 из 5 звёзд · 4,5 из 5 звёзд |
| Filmfare          | 4,5 из 5 звёзд · 4,5 из 5 звёзд · 4,5 из 5 звёзд · 4,5 из 5 звёзд · 4,5 из 5 звёзд |
| Rajeevmasand.com  | 3,5 из 5 звёзд · 3,5 из 5 звёзд · 3,5 из 5 звёзд · 3,5 из 5 звёзд · 3,5 из 5 звёзд |
| The Guardian      | 4 из 5 звёзд · 4 из 5 звёзд · 4 из 5 звёзд · 4 из 5 звёзд · 4 из 5 звёзд           |
| RogerEbert.com    | 4 из 5 звёзд · 4 из 5 звёзд · 4 из 5 звёзд · 4 из 5 звёзд · 4 из 5 звёзд           |
| Российская газета | 4 из 5 звёзд · 4 из 5 звёзд · 4 из 5 звёзд · 4 из 5 звёзд · 4 из 5 звёзд           |
| InterMedia        | 4 из 5 звёзд · 4 из 5 звёзд · 4 из 5 звёзд · 4 из 5 звёзд · 4 из 5 звёзд           |

Индийский кинокритик Таран Адарш из Bollywood Hungama назвал вторую часть «Бахубали» — «наслаждением для кинозрителей, имеющим все атрибуты, чтобы сделать все поколения своими поклонниками».
Раджив Масанд заключил, что «успех [фильма] заключается в способности Раджамаули превратить откровенно стандартную историю соперничества братьев и мести в развлекательный и постоянно просматриваемый фильм».
А Рачит Гупта из журнала Filmfare счёл, что «Бахубали 2» — «идеальное продолжение» первой части, которое «отличается масштабным и тщательным исполнением».
Майк МакКэхилл из британской газеты The Guardian поставил фильму 4 звезды из 5, отметив, что он «подтвердит позицию режиссёра-сценариста С. С. Раджамаули среди самых смелых создателей мирового кино».
Столько же дал фильму Саймон Абрамс с сайта RogerEbert.com.
Поскольку «Бахубали» открывал 39-й Московский международный кинофестиваль, оценить его смогли также некоторые российские издания:

Это многофигурное, пышное кино, что называется, «большого стиля», сентиментальное и красочное. Как водится, сюжет здесь двигают, среди прочего, музыкальные номера, но ничего общего с «Зитой и Гитой» они, пожалуй, не имеют. В конце концов, «Бахубали» с точки зрения фестивального и российского контекста — это фильм, показывающий, какой может быть успешная национальная кинематография.— Ярослав Забалуев. «Газета.Ру»
Сайт «Российской газеты» поставил фильму на 4 из 5 и был щедр на похвалу: «дилогия „Бахубали“ — прекрасная (пусть и одноразовая) замена для любителя красочных блокбастеров, пресыщенного технически куда более совершенными, но зачастую содержательно (и главное — эмоционально) нищими голливудскими поделками. И хотя иные спецэффекты будут способны вызвать у Голливуда лишь саркастический смех, перед постановкой фантастических боевых трюков и Питер Джексон должен снять шляпу. Запутанность отношений между действующими лицами наряду с нетривиальной манерой изложения с лихвой компенсируют простоту фабулы, вызывающей массу архетипичных ассоциаций — от „Песни о Нибелунгах“ до „Короля льва“, а повествование раскачивается от эпической рыцарской драмы до романтической комедии и обратно».
Такую же оценку дали ему на InterMedia: «Сохранив дух Болливуда, его избыточную красочность, мелодраматичность, приторность и, что самое приятное, легкий юмор, „Бахубали“ шагнул далеко вперед в техническом плане… вы не сможете не воздать должное потрясающей работе художников и хореографов — как в сценах боя, так и в постановках тех самых песен и танцев».
В рецензии на сайте «Киноафиша» фильм, наоборот, назвали «изысканной пыткой для избранных», добавив, что он «старательно культивирует все штампы, цветущие пышным цветом в индийских кинооперах со времен царя Гороха».
Сергей Сычёв с сайта FilmPro.Ru назвал «Бахубали» очень необычным блокбастером, в котором хореография жестоких боёв при всей своей абсурдности кажется настолько же естественной и безобидной, насколько это можно сказать про исландские саги или гомеровский эпос,
а Николай Корнацкий на сайте «Известий» добавил, что «при всей невероятной эклектике в итоге получился не кривобокий монстр Франкенштейна, а органичное и крайне современное кино», отметив однако, что компьютерную графику явно местами рисовали впопыхах.

## Кассовые сборы
Премьера фильма состоялась 28 апреля 2017 года в 9000 кинотеатрах по всему миру, включая 6500 в Индии и 1000 в США.
В первый день проката «Бахубали» собрал 217 крор ($33,7 млн), из них 152 крора ($23,6 млн) в Индии и 65 крор ($10,1 млн) за её пределами: в США, Канаде, Великобритании и Австралии.
К концу первых выходных общие сборы составили более 500 крор или $67 млн,
а к концу первой недели — 792 крора, с учётом $12,8 млн, собранных за границей. По истечении 10 дней фильм заработал в прокате более 1000 крор, установив своеобразный рекорд для индийской киноленты.
На 21 июня, по завершении 8 недель проката, сборы оценивались в 1725 крор ($267 млн), 1384 из которых были собраны в Индии, в том числе 712,5 крор в хиндиязычных штатах, 302 — в Андхра-Прадеш, 152,5 — в Тамилнаде, 117,5 — в Карнатаке и 75,5 в Керале.
За 17 дней в Японии «Бахубали» сборы составили 1,63 крора ($256 тыс.). В российский прокат картина вышла 11 января 2018 года и за четыре дня собрала 35,9 лакх ($56,56 тыс.), с учётом которых кассовые сборы составили 1416,9 крор в Индии и 289,6 крор заграницей.

## Награды
| Награды                        | Награды                       | Награды                                                | Награды |
| Награда                        | Категория                     | Лауреат                                                | Ссылка  |
| ------------------------------ | ----------------------------- | ------------------------------------------------------ | ------- |
| Национальная кинопремия        | Лучший развлекательный фильм  | Прасад Девинени (продюсер) С. С. Раджамаули (режиссёр) | [ 34 ]  |
| Национальная кинопремия        | Лучшие спецэффекты            | Р. Ч. Камалаканнан                                     | [ 34 ]  |
| Национальная кинопремия        | Лучшая постановка боевых сцен | Кинг Соломон, Ли Уиттакер, Кича Кхампхакди             | [ 34 ]  |
| Filmfare Awards South (телугу) | Лучший фильм                  |                                                        | [ 35 ]  |
| Filmfare Awards South (телугу) | Лучший режиссёр               | С. С. Раджамаули                                       | [ 35 ]  |
| Filmfare Awards South (телугу) | Лучший актёр второго плана    | Рана Даггубати                                         | [ 35 ]  |
| Filmfare Awards South (телугу) | Лучшая актриса второго плана  | Рамья Кришнан                                          | [ 35 ]  |
| Filmfare Awards South (телугу) | Лучшая музыка                 | М. М. Киравани                                         | [ 35 ]  |
| Filmfare Awards South (телугу) | Лучшие слова к песне          | М. М. Киравани («Dandaalayyaa»)                        | [ 35 ]  |
| Filmfare Awards South (телугу) | Лучшая работа оператора       | К. К. Сентил Кумар                                     | [ 35 ]  |
| Filmfare Awards South (телугу) | Best Production Design        | Сабу Сирил                                             | [ 35 ]  |
| Сатурн                         | Лучший международный фильм    |                                                        | [ 36 ]  |